# Hundeschere
Hundescheren oder Petscheren (englisch grooming scissors) sind Haarscheren, die in Form und Funktion und Schliff für die besonderen Anforderungen durch Tierhaare optimiert sind.
Das Handwerk des Hunde- oder Tierfriseurs hat in Europa und weltweit in vielen anderen großen Industrienationen enorm an Bedeutung gewonnen; dadurch entstand eine große Nachfrage nach Hundescheren für diesen besonderen Zweck. 
Friseurscheren eignen sich weniger, da beim Schnitt von Hundehaaren ganz andere Ansprüche gestellt werden als bei Menschen. Die Auswahl von Hundescheren ist entsprechend groß und für viele Rassen und Bereiche unterschiedlich. Sie werden in Größen von 4 Zoll bis 9 Zoll hergestellt. Hierbei wird ein besonderes Augenmerk auf die Schneidgeometrie und das Finish gelegt, da diese Hundescheren bei den empfindlichen Hunden kein Rupfen oder Reißen verursachen sollen.
Hundescheren gibt es zum schnellen Vorschneiden zum Ausdünnen, Formen und Modellieren oder für empfindliche Bereiche, z. B. als Pfotenschere oder für die sensiblen Stellen z. B. um Augen und Ohren. 